# Cabeça dos Tarrafes
Cabeça dos Tarrafes (crioll capverdià Kabésa d Tarraf) és una vila a la part oriental de l'illa de Boa Vista a l'arxipèlag de Cap Verd. La vila es troba a uns 21 kilòmetres al sud-est de la capital, Sal Rei. Juntament amb els llogarets de Fundo das Figueiras i João Galego forma part de la freguesia de São João Baptista.
Pel juny celebra les festes de Sant Joan, promovent diverses activitats com una missa a l'escola local, un àpat popular i un ball de coladeira. Aquestes celebracions són seguides per les de Sant Joan Baptista als llogarets veïns de João Galego i Fundo das Figueiras. Per enriquir l'àpat popular, es du a terme l'anomenada matança de capote, també coneguda com a galinha-d'angola.